# Śródmieście (Warschau)
Śródmieście (deutsch: Stadtmitte) ist ein Stadtbezirk der polnischen Hauptstadt Warschau am westlichen Ufer der Weichsel. Er bildet das Stadtzentrum, hier stehen die wichtigsten Verwaltungsgebäude und Ministerien, viele Geschäfte und Theater.
Hier befinden sich auch einige der wichtigsten Touristenattraktionen der Stadt Warschau, unter anderem das UNESCO-Welterbe der Warschauer Altstadt mit dem Königsschloss, der Sigismundssäule und dem Altstadtmarkt, zudem das höchste Gebäude Warschaus (der Varso Tower mit 310 Metern), der älteste Teil der Universität (etwa 1809) und der älteste öffentliche Park (Sächsischer Garten – eröffnet 1727). Im Nordwesten der Innenstadt befindet sich Warschaus größtes Wohngebiet, Za Żelazną Bramą mit etwa 25.000 Einwohnern, vielen Büros, einigen Wolkenkratzern sowie dem Warschauer Zentralbahnhof. Ein weiteres bekanntes Wohnviertel ist Mariensztat im Norden des Unterbezirks Powiśle.

## Gliederung

Gliederung

Die Stadtmitte gliedert sich in acht historische Stadtteile, beginnend mit Nowe Miasto (Neustadt) und Stare Miasto (Altstadt) im Norden bis zu den Parkanlagen am Schloss Ujazdów im Süden des Stadtzentrums.